# Sébastien-Joseph Misbach
Pour les articles homonymes, voir Misbach.
Sébastien-Joseph Misbach, est un peintre d'histoire et graveur français, né à Paris (paroisse Saint-Eustache) le 3 août 1775 et mort dans la capitale le 10 août 1853.

## Biographie
La vie et l'œuvre de cet artiste sont mal connus. Un document daté du 13 nivôse an VI (2 janvier 1798) mentionne que Sébastien-Joseph Misbach, élève à l'école nationale de peinture du Muséum, est exempté du service militaire. On sait qu'il demeure en 1805 avec son frère cadet Antoine-Nicolas Misbach au no 37 de la rue du Bourg-Tibourg et qu'il est son unique héritier lors du décès prématuré de ce dernier. Le fait qu'il soit l'aîné incline à présumer qu'il est sans doute celui des frères Misbach qui produit un lot de 35 dessins de Paris et ses alentours datés de 1792 à 1800, d'abord rassemblés au sein de la collection Hippolyte Destailleur avant de rejoindre le département des estampes et de la photographie de la Bibliothèque nationale de France.
En 1807, il réalise en qualité de graveur au dépôt de la Guerre deux estampes représentant des scènes marquantes de la campagne qui vient de se conclure : Vue de la droite du champ de bataille de l'armée russe devant Preussisch-Eylau, entre cette ville et Schmoditten (d'après Louis-François Lejeune), et Entrevue de leurs Majestés L'Empereur Napoléon et l'empereur Alexandre, sur le Niémen le 23 juin 1807 à midi, toutes deux en collaboration avec Lameau.

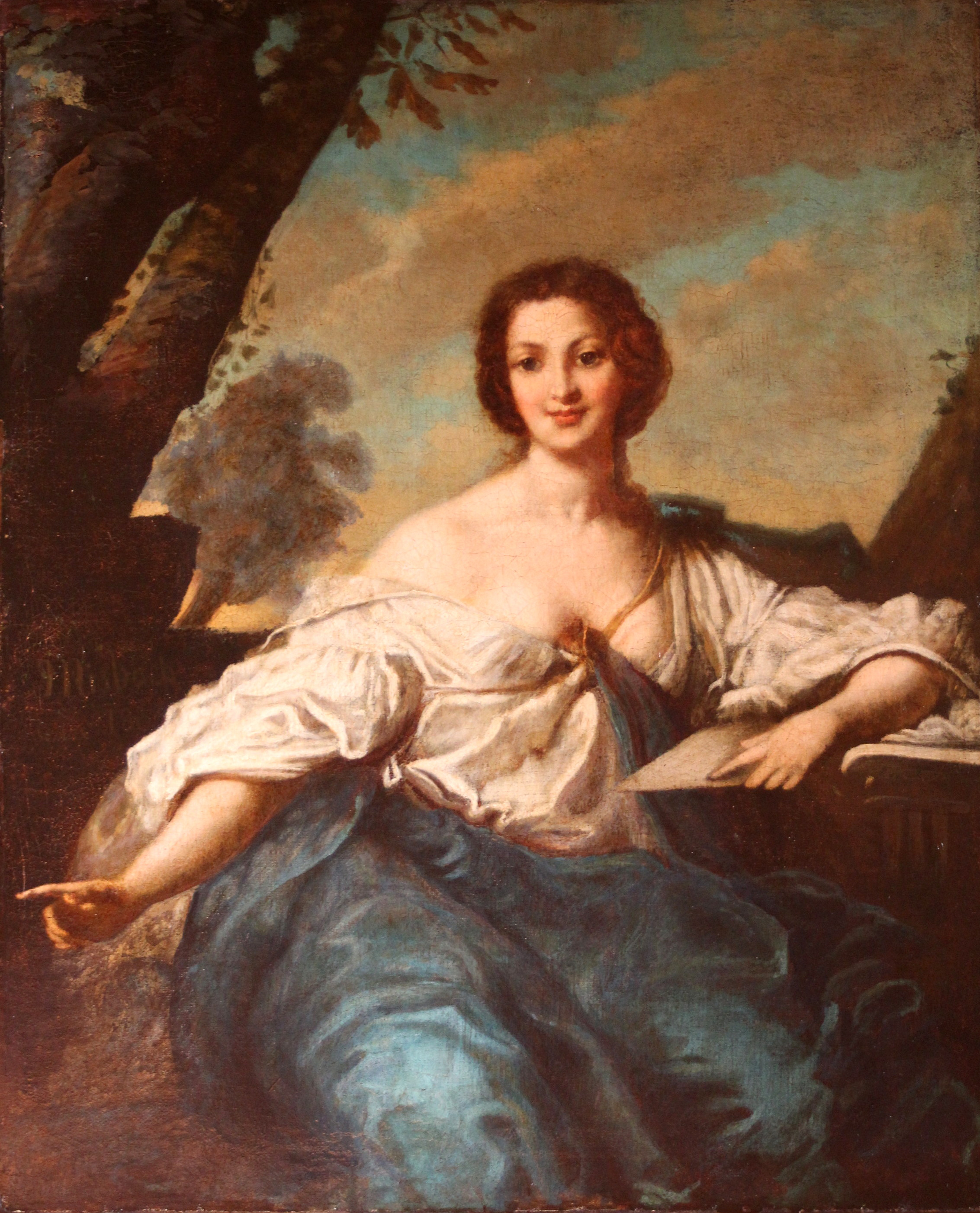
Portrait présumé
d'Anne-Suzanne-Aglaé Cudot
par Sébastien-Joseph Misbach.

Il épouse le 30 janvier 1809 à la mairie de l'ancien 9e arrondissement de Paris Anne-Suzanne-Aglaé Cudot, veuve de Claude-Modeste Mongé. Il adopte le 1er avril 1830 les deux enfants de la première union de celle-ci : Constant Mongé-Misbach et sa sœur aînée. Lors de cette procédure, Misbach exerce la profession de peintre d'histoire.
Bien qu'il néglige de lui consacrer une notice, Charles Gabet indique cependant qu'il fut un des maîtres d'Antoine Chazal. Sébastien-Joseph Misbach assura également l'éducation artistique de son fils adoptif Constant Mongé-Misbach.
Il est inhumé auprès de son épouse au cimetière du Montparnasse (12e division). Constant Mongé-Misbach les rejoint en 1871 dans le caveau de famille.